# Norðoyar

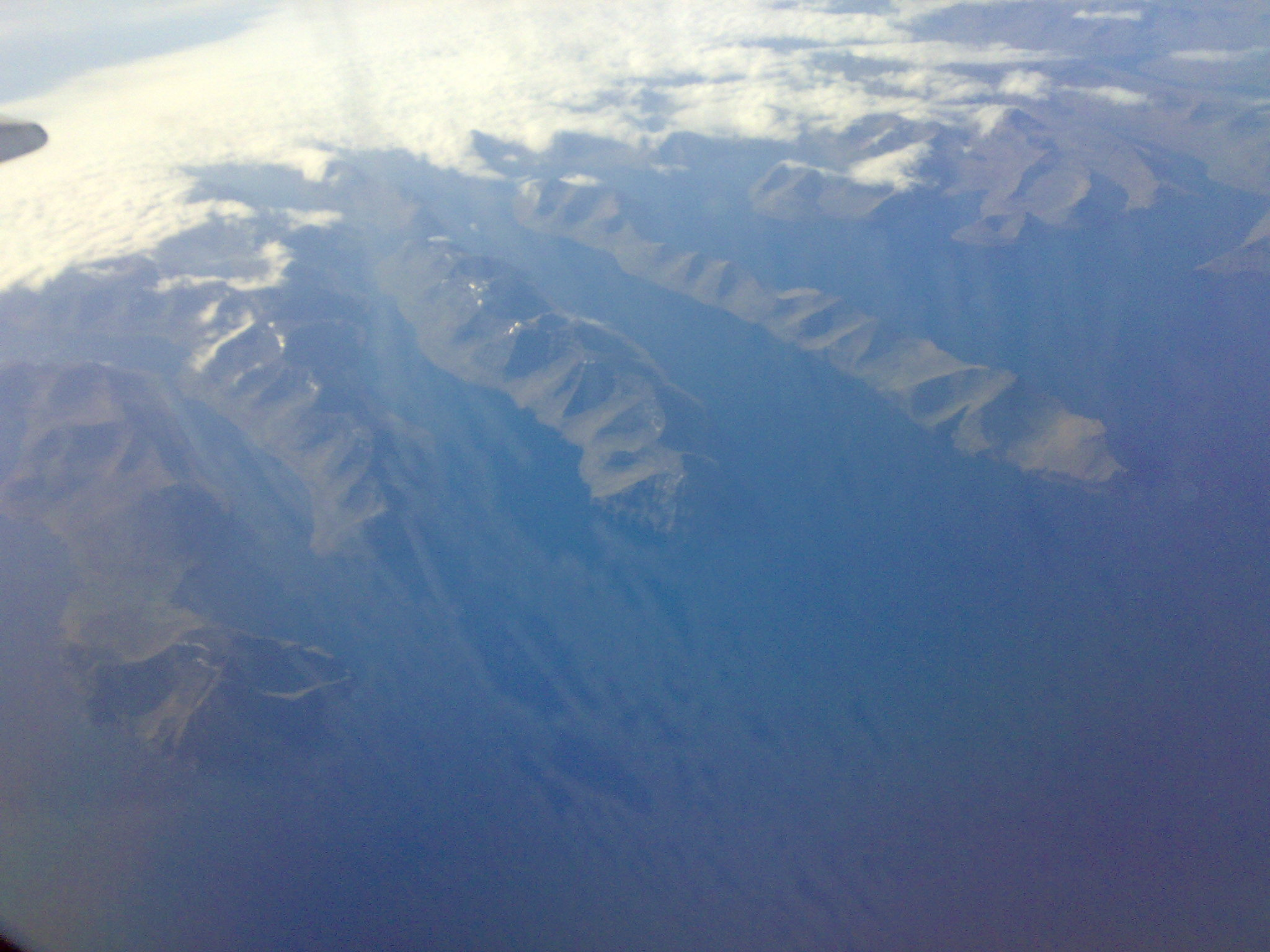
Flygfoto över den norra delen av Norðoyar

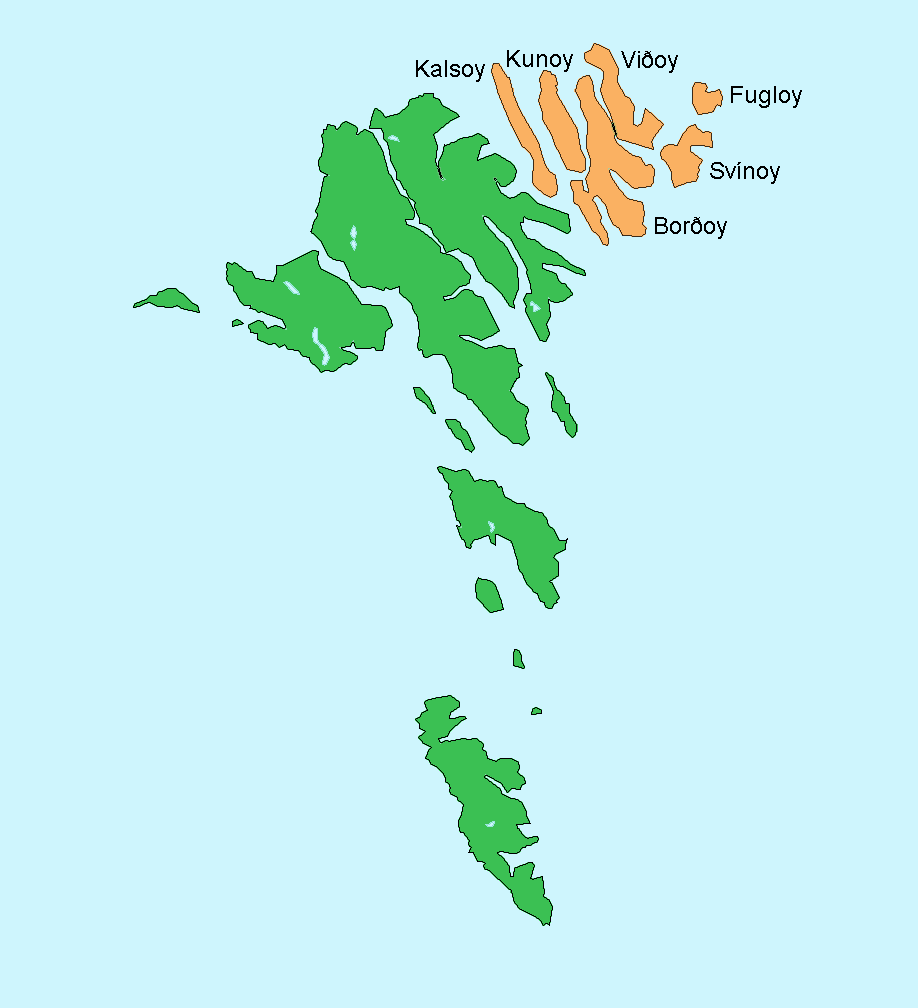
Översiktskarta, Norðoyar sýsla

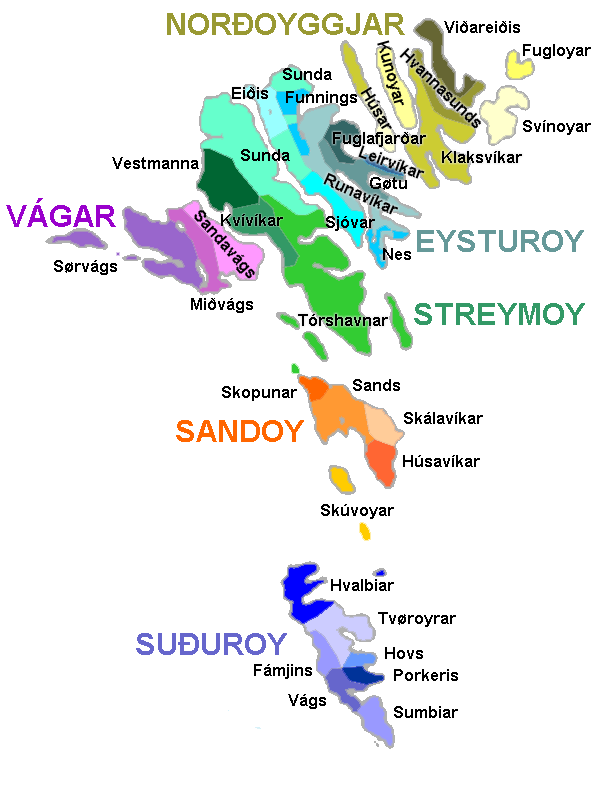
Kommunöversikt

Norðoyar eller Norðoyggjar (danska Norderøerne, Nordöarna) är en av Färöarnas 6 sýslur (Färöarnas regioner).

## Geografi
Norðoyar sýsla ligger i landets nordöstra del och har en area av cirka 241 km².
Regionen omfattar öarna Borðoy, Fugloy. Kalsoy, Kunoy, Viðoy och Svínoy.
Befolkningen uppgår till cirka 6 000 invånare  och huvudorten är Klaksvík med cirka 5 000 invånare. Norðoyar har även en lokal tidning som utkommer veckovis och heter Norðlýsið med huvudkontor i Klaksvík.
Färöarnas nordligaste och östligaste punkt ligger i Norðoyar sýsla med Kapp Enniberg på Viðoy i norr och Stapi odde på Fugloy i öst (se även Färöarnas ytterpunkter) och i regionen finns de flesta av de högsta fjällen bland Färöarna.
Det finns vägförbindelser mellan Borðoy, Kunoy och Viðoy medan trafik mellan Kalsoy, Svínoy och Fugloy måste ske med båt eller flyg.

## Indelning
Regionen är indelad i sex kommuner (kommunur).
- Fugloyar kommuna
- Húsa kommuna
- Hvannasunds kommuna
- Klaksvíkar kommuna
- Kunoyar kommuna
- Viðareiðis kommuna

## Historia
Färöarnas regioner har använts som administrativ indelning sedan lång tid och bygger på de historiska områdena på Färöarna. Varje syssel styrdes traditionellt av en Sýslumaður (sysselmannen) och ett Várting (Vårting).
Under den danska reformationen år 1536 avskaffades den danska sysselindelningen helt medan de kvarstår på Färöarna.
Före 1957 utgjorde regionerna även landets valkretsar innan man ändrade valkretsarnas gränser för att öka balansen vid val .
På Norðoyar talas en egen dialekt av färöiska, som kan skiljas från riksfäröiskan. När man hör hur /å/ uttalas märks en klar förändring eftersom man säger [a:] här istället för det klara å-ljudet. Typiskt för alla nordliga öar (samt norra Streymoy och Eysturoy) är också [oi]-uttalen. När det i skriftspråket står ei uttalas detta som oi istället.
I april 2006 öppnades en undervattenstunnel mellan Klaksvík på Borðoy och Leirvík på Eysturoy. Tunneln är med sina 6,3 kilometer Färöarnas längsta. Tunneln kallas Norðoyatunnilin och i och med tunnelns invigning upphörde färjetrafiken mellan Klaksvík och Leirvík.

## Frimärksgalleri

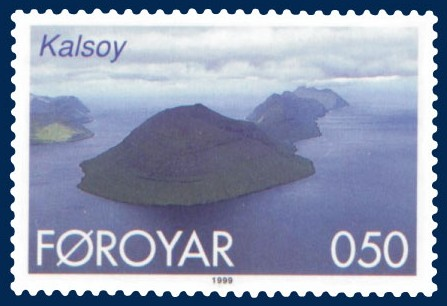
Kalsoy från syd.
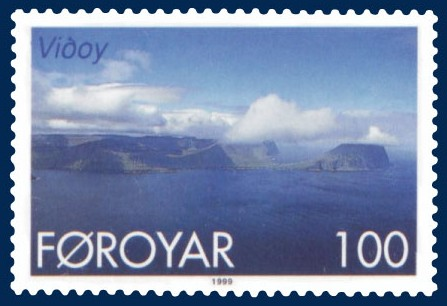
Viðoy från öst.
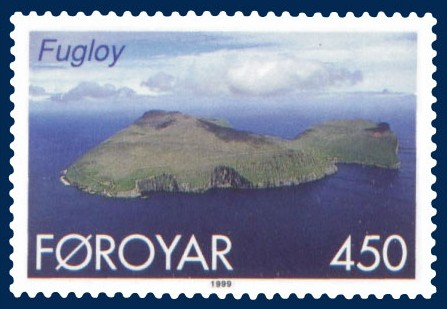
Fugloy från syd.
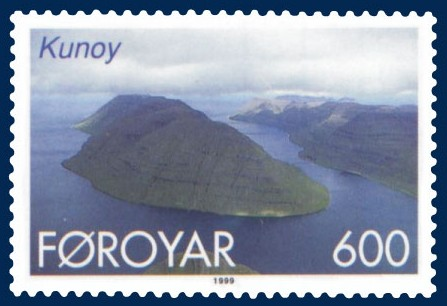
Kunoy från syd.
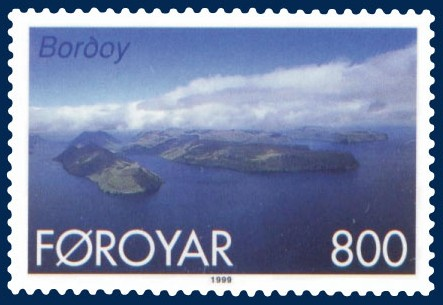
Borðoy från syd.